# Resupinatus urceolatus
Resupinatus urceolatus är en svampart som först beskrevs av Wallr. ex Fr., och fick sitt nu gällande namn av Thorn, Moncalvo & Redhead 2006. Resupinatus urceolatus ingår i släktet Resupinatus och familjen Tricholomataceae.   Inga underarter finns listade i Catalogue of Life.